# Попелиця черемхова
Попелиця черемхова (Rhopalosiphum padi) — вид напівтвердокрилих комах родини справжніх попелиць (Aphididae).

## Поширення
Вид поширений по всьому світі у сільськогосподарських регіонах. 

## Опис
Тіло завдовжки 2,4-2,5 мм, у безкрилих самок забарвлене в оливково-зелений, майже сірий колір з слабким восковим нальотом; ноги зелені або бурі. Вусики біля основи світлі, далі темні. Крилаті самиці, що живляться на злаках, мають темнішу голову і груди; черевце сірувате, з зелено-оливковим відтінком. Вусики темні, ноги зеленувато-бурі або сіруваті.

## Спосіб життя
Зимують яйця на черемсі. На початку розпускання бруньок з них виплоджуються засновниці, що живляться з нижнього боку листків і на суцвіттях. Крилаті попелиці в травні переселяються на злаки, переважно кукурудзу й пшеницю, де утворюють колонії на листках, колоссі, у пазухах листків. Пошкоджує також жито, ячмінь, овес та багато дикорослих злаків. Восени з’являються крилаті статевозрілі особини, які переселяються на черемху.

## Вірулентність
Черемхова попелиця може бути переносником ряду серйозних захворювань, включаючи вірус жовтої карликовості ячменю (BYDV), вірус жовтої карликовості злаків – RPV, вірус червоного листя філяреї, вірус плямистості листя кукурудзи та вірус гіалуму рису. Також відомо, що він спричиняє хворобу жовтого листя вівса та вірус жовтої карликовості цибулі.